# Bignonia capreolata
Bignonia capreolata är en katalpaväxtart som beskrevs av Carl von Linné. Bignonia capreolata ingår i släktet Bignonia och familjen katalpaväxter. Inga underarter finns listade i Catalogue of Life.

## Bildgalleri

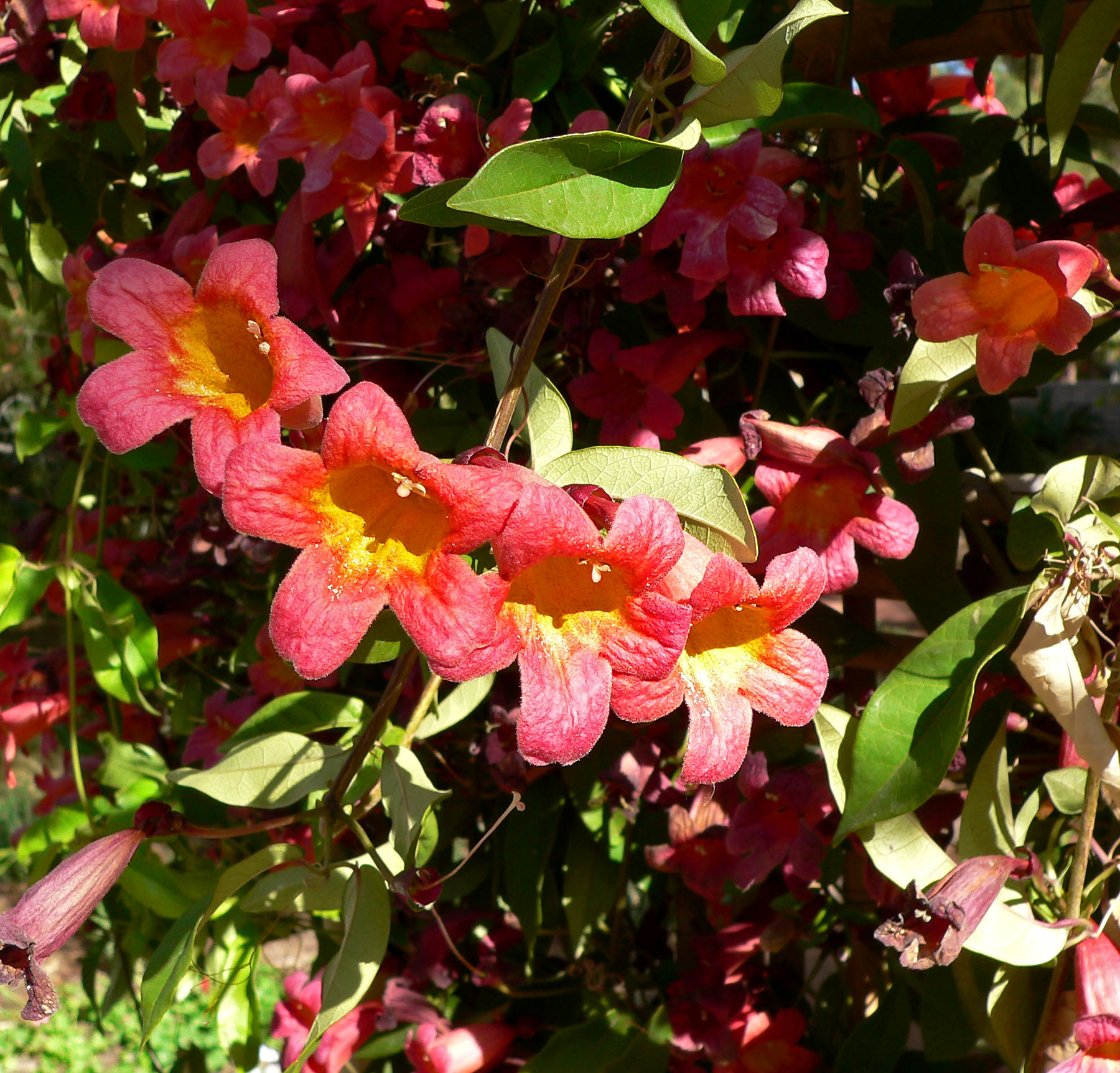